# نيد برينان
نيد برينان (بالإنجليزية: Ned Brennan)‏ هو سياسي أيرلندي، ولد في 1 أغسطس 1920، وتوفي في سبتمبر 1988. حزبياً، نشط في فيانا فايل. في الانتخابات العمومية الإيرلندية، فبراير 1982 ‏، انتخب نائب دييل عن دائرة Dublin North-East (Dáil constituency) ‏ وقد انضم خلال فترته النيابية ‏ (9 مارس 1982 – 4 نوفمبر 1982) للكتلة البرلمانية فيانا فايل.